# Qingdao Football Club
Maillots
Le Qingdao Football Club (en chinois : 青岛足球俱乐部) était un club chinois de football fondé en 2013 et basé à Qingdao, dans la province du Shandong. Le club est dissout le 15 avril 2022.

## Histoire

### Premières années d'existence (2013-2019)
Le club a été créé le 29 janvier 2013 sous le nom de Qingdao Hainiu par d'anciens joueurs et entraîneurs du Shandong Luneng. Qi Wusheng est alors nommé président, tandis que Hao Haidong et Su Maozhen sont nommés en tant que directeurs généraux. Avec le soutien financier de 20 millions de yuans (environ 2,6 millions d'euros) de la Qingdao Central Plaza Business Management Company, le club choisira le nom Hainiu (海牛), signifiant "Les Taureaux de Mer", bien que ce nom ait déjà été utilisé par le club historique de la ville, le Qingdao Jonoon.
Sur le terrain, l'équipe montre sa domination en troisième division nationale et passe la phase de groupes des divisions sans défaite, tout en battant le Meixian Super-X et le Shenzhen Fengpeng pour atteindre la finale des éliminatoires. En finale, le club allait vaincre le Hebei Zhongji FC 3–1 pour obtenir une promotion en deuxième division et gagne un million de yuans (environ 130 000 euros) en récompense ainsi que 3 millions gagnés tout au long de la saison.
Le 31 janvier 2015, l'entreprise pharmaceutique Qingdao Huanghai achète 51% du club. Malheureusement, deux jours plus tard, le milieu de terrain serbe Goran Gogić s'effondre et perd connaissance après une session d'entraînement avant de décéder. Le Qingdao Hainiu terminera 11e au cours de la saison 2015. Le 30 décembre 2015, le club change son nom en Qingdao Huanghai FC après que le Huanghai Pharmaceutical ait pris la pleine responsabilité du club. Le club termine la saison 2016 avec 59 points derrière le Tianjin Quanjian et le Guizhou Zhicheng sous la direction de l'entraîneur espagnol Jordi Vinyals, échouant à une place près de la montée en Super League.
Les 2 saisons suivantes, le club est proche de la promotion à chaque fois, mais n'a pas réussi, finissant deux fois d'affilée à la quatrième place. Ce n'est que durant la saison de China League One 2019 que le club a obtenu la première place, s'assurant ainsi une promotion en première division, remportant au passage le premier trophée de l'histoire du club. Le club fut notamment fort de joueurs comme le Brésilien Cléo, le Portugais Ricardo Vaz Tê ou l'Ivoirien Yaya Touré, arrivé en cours de saison, avec Juanma Lillo en deuxième partie de saison.

### Arrivée en première division (2020- )
Pour sa première saison en D1 chinoise, le club voit grand et change son effectif. Pendant l'intersaison 2019-2020, il recrute ainsi le joueur serbe, libre, Jagos Vukovic, le français, lui aussi libre, Romain Alessandrini ainsi que le camerounais Joseph Minala, en prêt. Le club a aussi une colonne vertébrale de joueurs chinois lui permettant d'espérer une bonne place en championnat pour sa première saison en Super League. Malheureusement, le début de la saison 2020 est retardé à cause de la pandémie de coronavirus.

## Palmarès
| Compétitions nationales                                                                               |
| --- |
| - Championnat de Chine D2 (1) : - Champion : 2019. - Championnat de Chine D3 (1) : - Champion : 2013. |

## Personnalités du club

### Présidents du club
- Tang Xiaofang
- Zhang Qing

### Entraîneurs du club[2]
| - Su Maozhen (29 janvier 2013 - 28 juillet 2015) - Sun Xinbo (28 juillet 2015 – 28 décembre 2015) - Jordi Vinyals (28 décembre 2015 - 30 juillet 2019) - Óscar Céspedes (30 juillet 2019 – 18 août 2019) - Juanma Lillo (18 août 2019 – 5 juin 2020) | - Óscar Céspedes (5 juin 2020 – 22 juillet 2020) - Pablo Machín (22 juillet 2020 – 29 juillet 2020) - Yang Weijian (29 juillet 2020 - août 2020) - Jingin Wu |

## Identité du club

### Logos du club

Qingdao Hainiu  (2013-2015)
Qingdao Huanghai  (2016-2020)

### Noms du club
- 2013-2015 : Qingdao Hainiu Football Club
- 2016-2020 : Qingdao Huanghai Football Club
- 2021-2022 : Qingdao Football Club